# Evelyn Freigaßner
Evelyn Freigaßner (* 3. Juli 1955 in Leoben) ist eine österreichische Pflegehelferin und ehemalige Politikerin (FPÖ). Sie war von 2001 bis 2002 Abgeordnete zum Nationalrat.

## Ausbildung und Beruf
Freigaßner besuchte von 1962 bis 1966 die Volksschule in Kapellen (Deutschland) und im Anschluss das Neusprachliche Mädchengymnasium in Krefeld. Zwischen 1971 und 1974 besuchte Freigaßner die kaufmännische Berufsschule in Krefeld und war danach 1974 als Sekretärin beschäftigt. Sie war von 1975 bis 1978 Angestellte für Fakturierung und Buchhaltung und zwischen 1983 und 2000 bewirtschaftete sie mit ihrem Mann eine Landwirtschaft. Freigaßner absolvierte zwischen 1997 und 1999 eine Ausbildung zur Pflegehelferin in Judenburg und war danach Pflegehelferin im Pflegezentrum Wien-Donaustadt.

## Politik
Freigaßner wurde in den 1990er Jahren Mitglied der FPÖ, da sie mit der Agrarpolitik der „Großen Koalition“ unzufrieden war. 1995 gründete sie die FPÖ in der Marktgemeinde Seckau (Stmk) und wurde auf Anhieb Gemeindekassierin und somit Vorstandsmitglied der Marktgemeinde Seckau bis zum Jahr 2000. 1995 wurde sie ebenfalls Bezirkskassierin, ab 1998 war sie Mitglied der Landesparteileitung der FPÖ Steiermark und zwischen 1998 und 2001 Bezirksparteiobmann-Stellvertreterin der FPÖ Knittelfeld. Sie vertrat zwischen dem 30. Jänner 2001 und dem 19. Dezember 2002 die FPÖ im Nationalrat, wo sie Harald Fischl nachfolgte.

## Privates
Freigaßner war von 1974 bis 2000 verheiratet und ist Mutter eines Sohnes und zweier Töchter.